# Релігія в Нідерландах

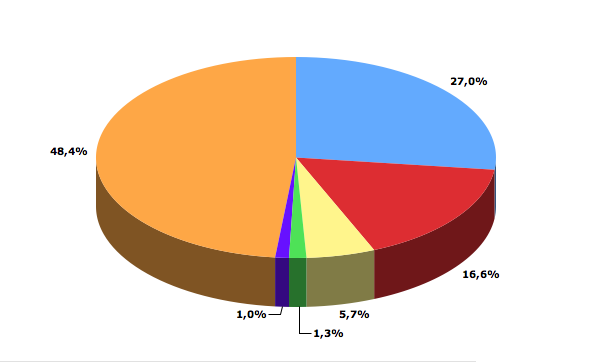
Релігійний склад населення Нідерландів (2006 рік)
Католики (27,0%)
Протестанти (16,6%)
Мусульмани (5,7%)
Індуїсти (1,3%)
Буддисти (1,0%)
Нерелігійні (48,4%)

Нідерланди — світська держава, що не має державної релігії. Однак у країні існує свобода віросповідання.
Історично в країні переважає християнство. До християн себе відносить 7414 тис. жителів (43,4 %), з них католики становлять 4359 тис. (26,6 %), протестанти, переважно кальвіністи і лютерани — 3033 тис. (16,8 %). Завдяки імміграції кількість мусульман становить 944 тис. (5,8 %).
Протестанти переважають у північній частині країни і на узбережжі, католики — в центрі, на півдні і вздовж кордону з Бельгією. Мусульмани-іммігранти проживають переважно у великих містах. Єврейська громада в країні існує здавна, нині налічує приблизно 30-35 тис. осіб.
Кількість людей, що відносять себе до якоїсь релігії, знижується. 7230 тис. жителів (42,7 %) вважають себе агностиками або атеїстами. Це один з найвищих рівнів у Європі. Це одна з причин того, що в країні порівняно терпимо ставляться до того, що засуджується або навіть заборонено в інших європейських країнах: аборти, евтаназія, проституція, одностатеві шлюби, вживання легких наркотиків тощо.
Разом з тим, зріс рівень мусульманського екстремізму.